# Sofía Madrigal
Sofía Madrigal Blanco (Segovia 1954) es una pintora española cuyos trabajos oscilan en torno a tres ejes fundamentales: el autorretrato, el paisaje natural y el paisaje urbano.

## Trayectoria profesional
Madrigal se formó en dibujo con el pintor Rafael  Baixeras para acceder a la Facultad de Bellas Artes de Madrid, concluyó los estudios licenciándose  en la Facultad de Bellas Artes de San Fernando de Madrid, donde estudió la especialidad de Escultura y  Modelado.  Entre el año 2006 y el 2008 realiza cursos de posgrado de Medalla y modelado en la misma Facultad de Bellas Artes de Madrid.
Su carrera profesional la ha desarrollado en su ciudad natal Segovia.

## Exposiciones Individuales
Realizó exposiciones individuales  en las principales galerías de Madrid en los años 80 y 90.  Su primera exposición individual la realizó en 1981 en la Galería Egam, Madrid.  En 1984 Galería Villalar, Madrid. 1986 Galería Montenegro, Madrid y desde 1990 ha realizado  exposiciones periódicas con la Galería Aele, Evelyn Botella de Madrid hasta el cierre de esta en el año 2013. Con esta galería ha participado en ferias internacionales como 1991 BASEL ART 22,  ART COLOGNE'94, 1995 ARCO'95, 1989-1998, exposición itinerante por Castilla y León. 
En el año 2018 el Museo de Arte Contemporáneo Esteban Vicente de Segovia, acoge la exposición ‘El bosque de Ofelia’ que revisa la creación de la artista segoviana entre 1984 y 2017. "La obra presentada en estas ssalas son composiciones laberínticas, o tremendamente ortogonales, y en ambos casos siempre buscando guardar la proporción, la composición y el punto de fuga”, según declara la directora del museo Ana Doldán.

## Exposiciones colectivas principales
Obtuvo una ayuda del Ministerio de Asuntos Exteriores español, exponiendo en Latinoamérica Línea, espacio y expresión en la pintura española actual. Con la Comunidad de Madrid, participó en la exposición comisariada por Gloria Collado, Joven Pintura Española, Madrid Pintado (1988) que giró por varios países de Europa. Con la Junta de Castilla y León, expuso en Estados Unidos participando en la exposición Pintores Contemporáneos de Castilla y León (1994) y, años más tarde, en la Academia de Roma con Paisajes intergeneracionales (2002).

## Museos y colecciones
El trabajo de Madrigal está dentro de importantes colecciones de Arte: Colección Junta de Castilla y León, Museo Español de Arte Contemporáneo, Colección Argentaria, Colección Caja de Ahorros de Segovia, Fundación ONCE; Colección Marcos Martín Blanco, Centro de Arte Contemporáneo Caja de Burgos,  Museo Nacional Centro de Arte Reina Sofía. Museo Esteban Vicente de Segovia.